# Ropicella antennalis
Ropicella antennalis là một loài bọ cánh cứng trong họ Cerambycidae.